# Bigua-aalscholver
De bigua-aalscholver (Nannopterum brasilianum synoniem: Phalacrocorax brasilianus), in Suriname duikelaar is een zeevogel uit de familie Phalacrocoracidae (aalscholvers).

## Kenmerken
De vogel is 58 tot 73 cm lang en heeft een spanwijdte van 1 meter. De vogel is overwegend zwart met een blauwe tot paarse glans.

### Vergelijking metP. carbo
De vogel is aanmerkelijk kleiner dan de (gewone) in Europa voorkomende aalscholver (P. carbo), die 80 tot 100 cm lang is en een spanwijdte heeft  van 121 tot 149 cm. Net als bij de gewone aalscholver is de kale huid aan de basis van de ondersnavel geel, met daarnaast wit. Bij de bigua-aalscholver zijn deze gele vlek en de witte rand daarnaast echter veel kleiner.

## Naamgeving
Deze soort werd door Johann Friedrich Gmelin in 1789 geldig beschreven als Procellaria brasiliana, op grond van een beschrijving van de Nederlandse arts en plantkundige Willem Piso 121 jaar eerder. Veel vogelkundigen gaven echter de voorkeur aan de wetenschappelijke naam Phalacrocorax olivaceus, die gebaseerd was op een latere en fraaier gedocumenteerde beschrijving door Alexander von Humboldt uit 1805, die de vogel Pelecanus olivaceus noemde. Dan is er nog een synoniem, dat gebaseerd is op een beschrijving van Louis Pierre Vieillot uit 1817, die de vogel als Hydrocorax vigua beschreef. Daarom prijkte op de checklist van de American Ornithologists' Union tot 1957 de naam Phalacrocorax vigua (Vieillot). In 1983 werd de voorkeur gegeven aan P. olivaceus en na 1998 werd de wetenschappelijke naam P. brasilianus gebruikt Op grond van moleculair genetisch onderzoek is de soort in het geslacht Nannopterum geplaatst.

## Verspreiding en leefgebied
Van de bigua-aalscholver worden twee ondersoorten onderscheiden:
- N. b. mexicanum: van de zuidelijke Verenigde Staten tot Cuba en Nicaragua.
- N. b. brasilianum: van Costa Rica tot Tierra del Fuego.

Deze neotropische soort komt voor in een groot aantal typen leefgebieden in de buurt van zowel zoet als zout water. Het dieet is ook sterk gevarieerd en bevat zowel vis als andere in het water voorkomende gewervelde en ongewervelde dieren. Vaak wordt in groepen jacht gemaakt op vis. De vogel broedt jaarrond in kolonies van soms duizenden paren. De intensiteit van de broedactiviteit verschilt naar plaats. De nesten worden in bomen of struiken, maar ook wel op rotsige ondergrond gemaakt.
In Suriname is de duikelaar een talrijke broedvogel.

## Status
De bigua-aalscholver heeft een groot verspreidingsgebied en loopt daardoor weinig kans op uitsterving. De wereldpopulatie werd in 2016 geschat op twee miljoen individuen. Deze soort gaat in aantal vooruit; om deze redenen staat deze aalscholver als niet bedreigd op de Rode Lijst van de IUCN.

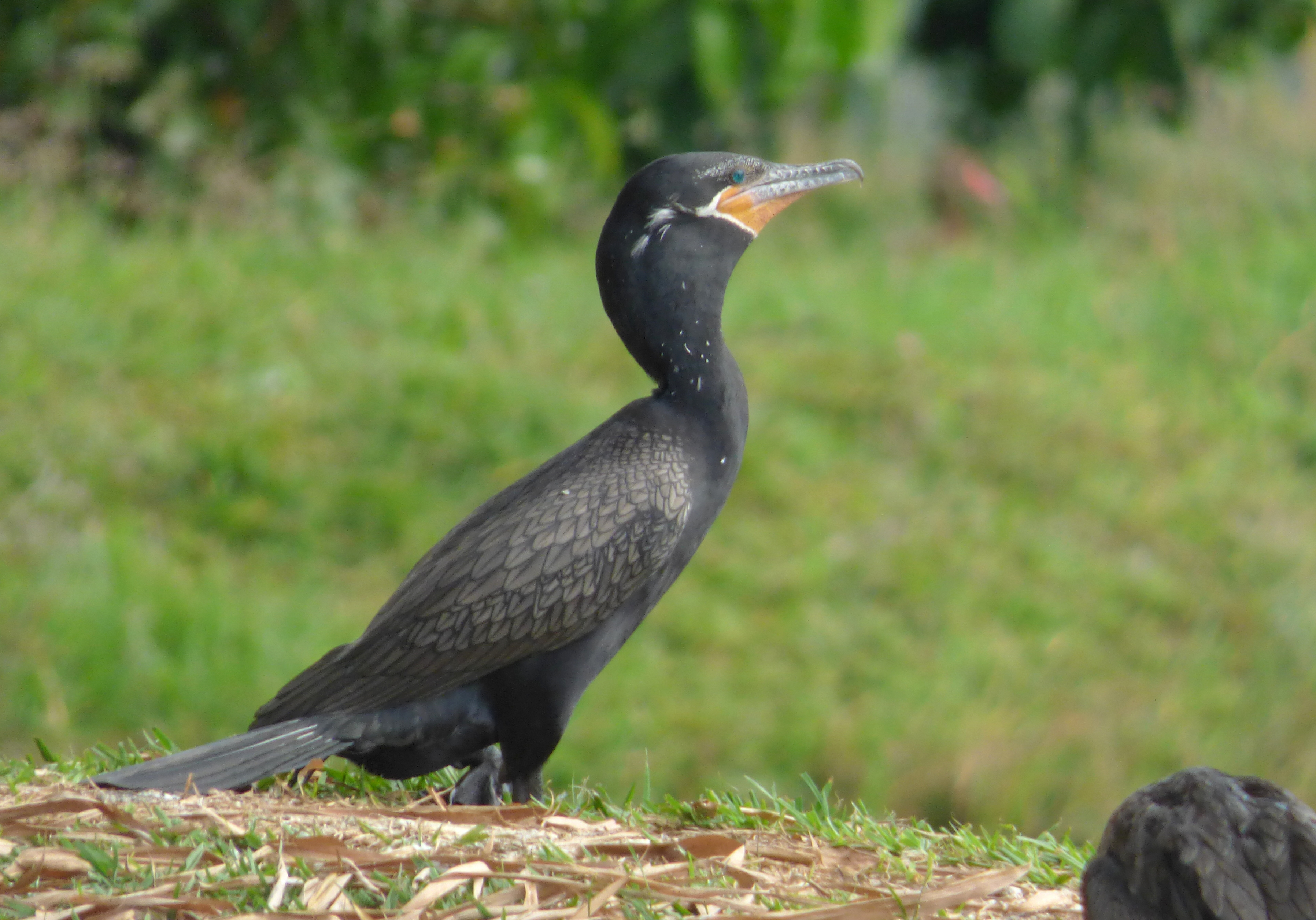
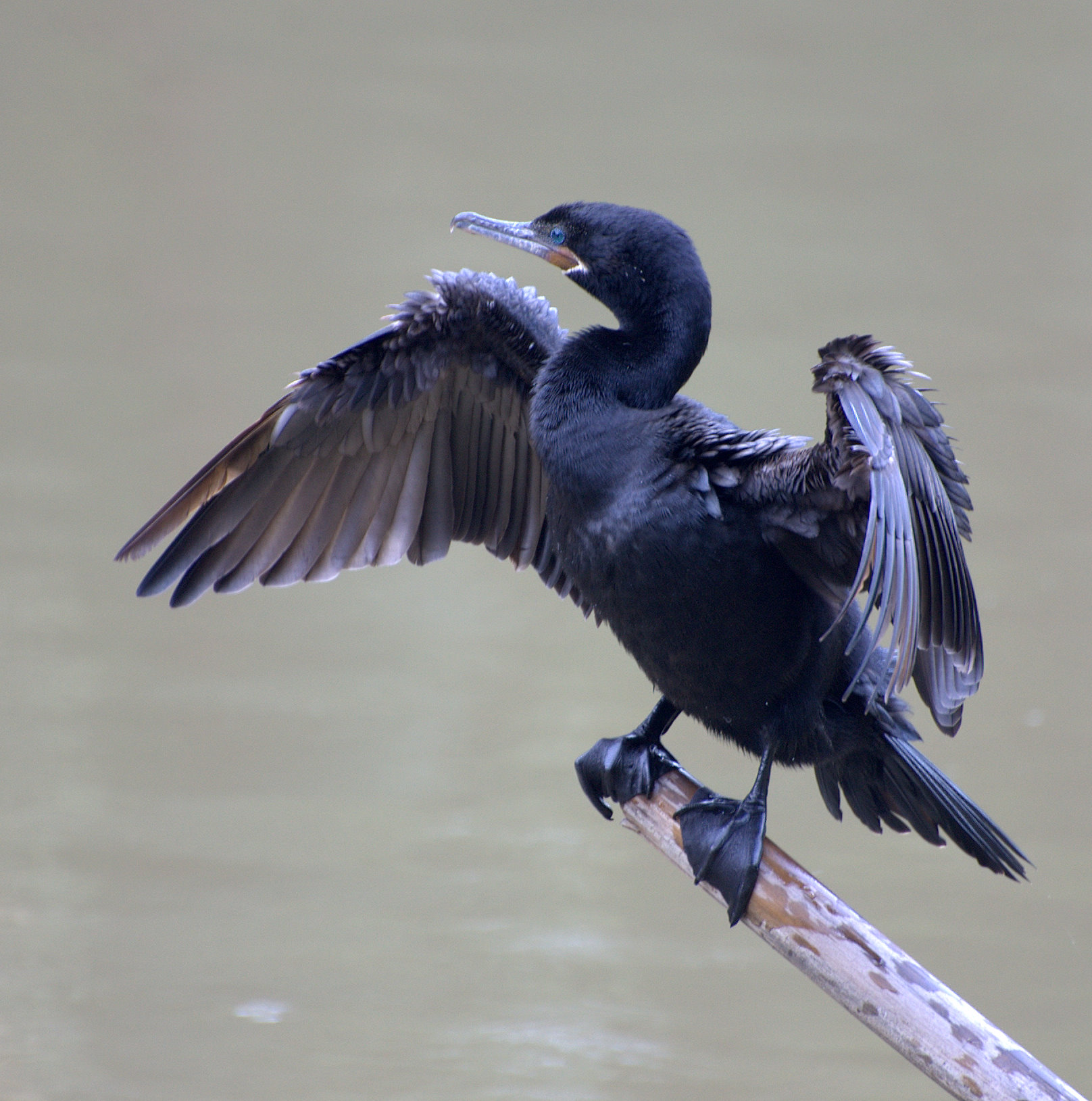
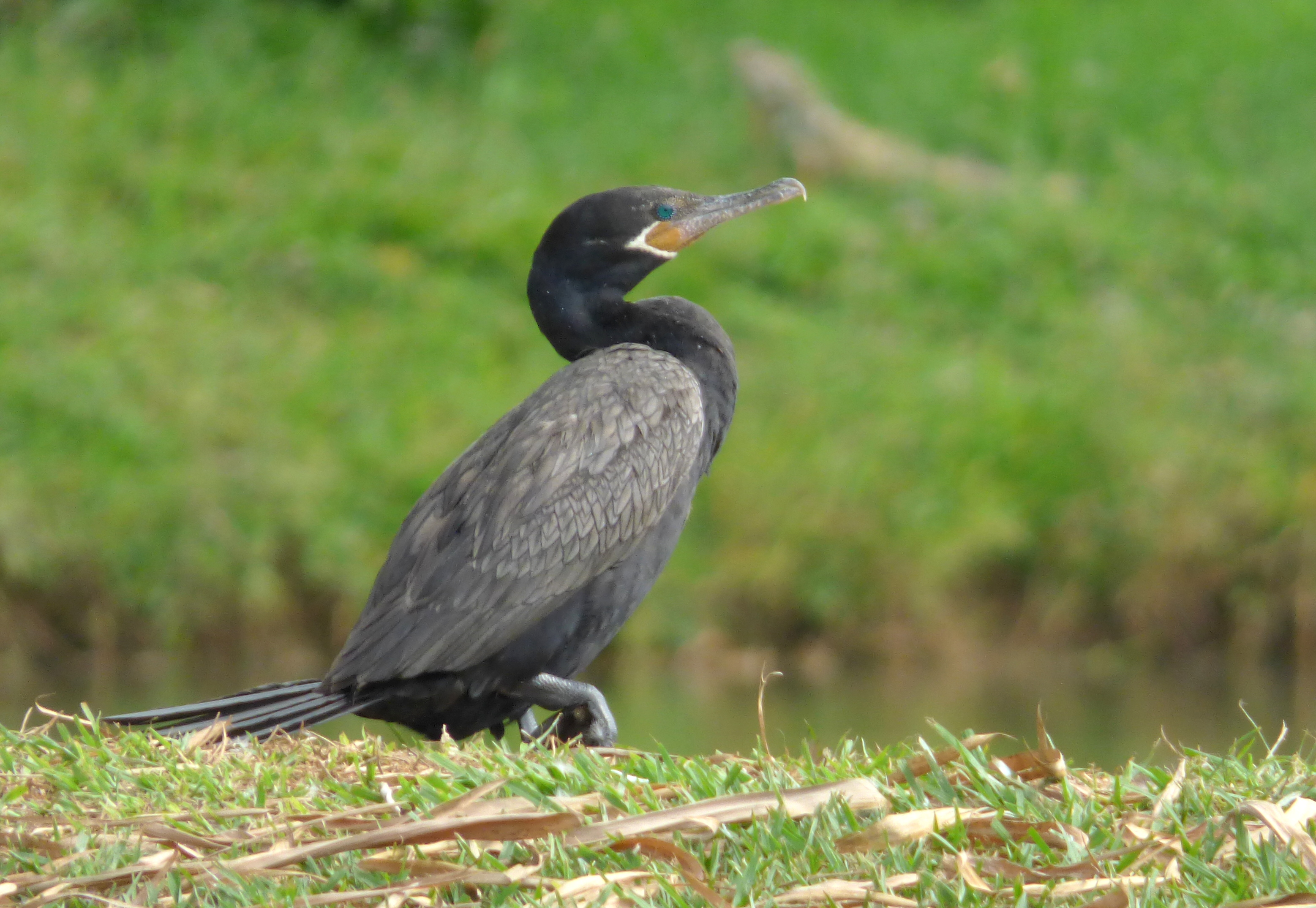
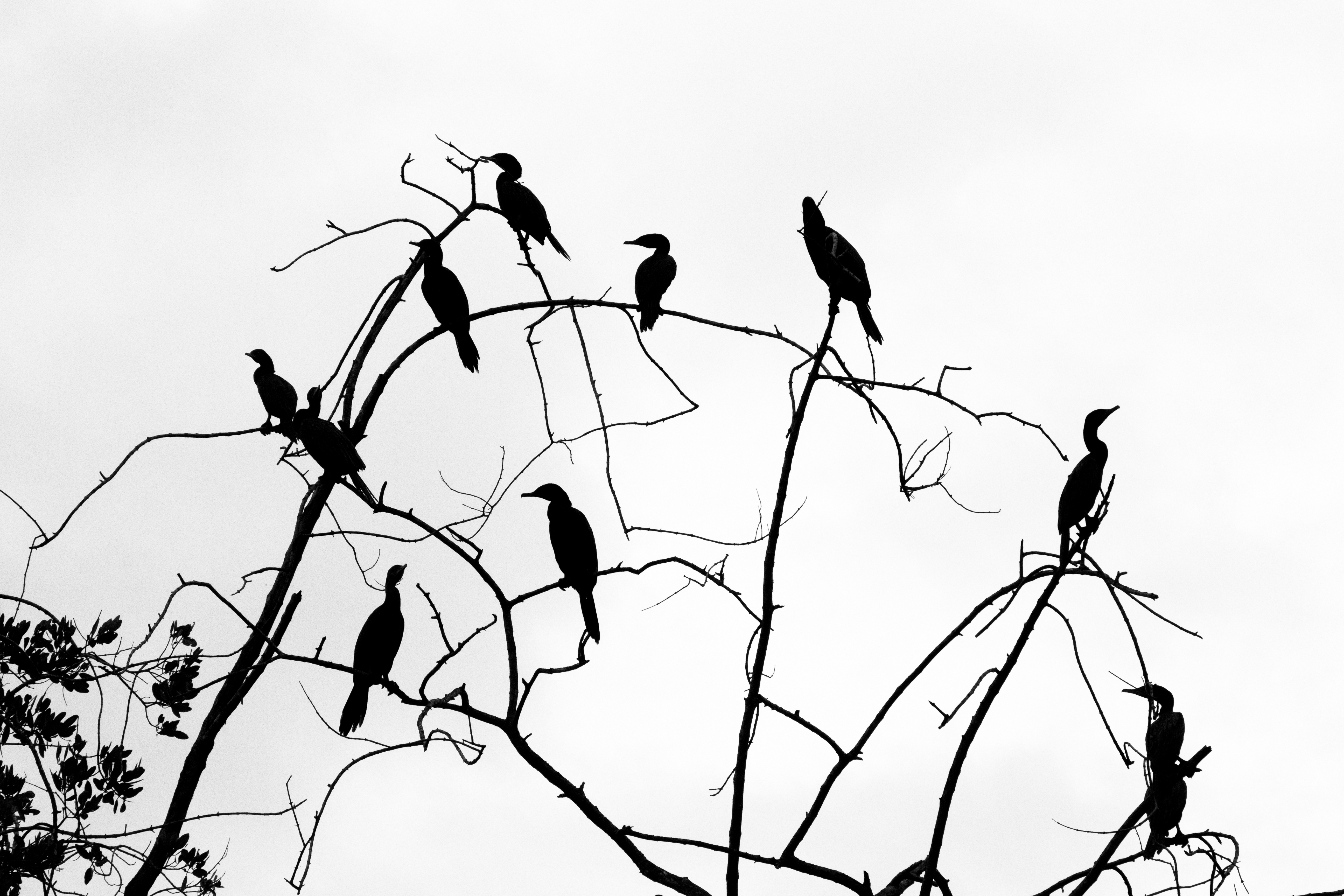